# Рафаел Толой
Рафаел Толой (порт. Rafael Tolói, нар. 10 жовтня 1990, Глорія-д'Уесті) — італійський футболіст бразильського походження.  Захисник клубу «Аталанта» і національної збірної Італії.

## Клубна кар'єра
Народився 10 жовтня 1990 року в місті Глорія-д'Уесті. Вихованець футбольної школи клубу «Гояс». Дебютував в основному складі «Гояса» 26 березня 2008 року в матчі Ліги Гояно проти «Жатаїенсе». Найтитулованіший клуб штату розгромив свого суперника з рахунком 4:1. За п'ять років, проведених у складі «зелених», Толой двічі ставав чемпіоном штату. У 2010 році разом з «Гоясом» зумів дійти до фіналу Південноамериканського кубка — це було найвище досягнення в історії клубу на міжнародній арені, проте в тому ж році команда вилетіла з бразильської Серії A.
У середині 2012 року Рафаель Толой перейшов у «Сан-Паулу» і в кінці того року став з «триколірними» володарем Південноамериканського кубка. Для Толоя це був другий фінал турніру, тепер переможний.
У січні 2014 року Толой перейшов в італійську «Рома» на правах оренди до кінця сезону 2013/14 за 500 тис. євро з правом подальшого викупу ще за 5,5 млн. євро. В середині 2014 року Рафаел повернувся в «Сан-Паулу», так і не закріпившись у римській команді, зігравши лише 5 матчів у Серії А.
26 серпня 2015 року за 5 млн. євро перейшов в інший італійський клуб «Аталанта», у складі якого таки закріпився у італійськії Серії А. За наступні шість років відіграв за бергамський клуб понад 200 матчів в усіх турнірах.

## Виступи за збірну
2009 року залучався до складу молодіжної збірної Бразилії до 20 років, з якою того року став молодіжним чемпіоном Південної Америки та фіналістом молодіжного чемпіонату світу. Всього на молодіжному рівні зіграв у 19 офіційних матчах.
У лютому 2021 року отримав італійське громадянство, вже за місяць був уперше викликаний до лав національної збірної країни, а наприкінці березня 30-річний натуралізований бразилець дебютував в іграх у її складі. Влітку того ж року був включений до заявки італійців на Євро-2020.
| Дата      | Місто   | Господарі | Результат | Гості      | Турнір            | Голи | Примітки |
| --------- | ------- | --------- | --------- | ---------- | ----------------- | ---- | -------- |
| 31-3-2021 | Вільнюс | Литва     | 0 – 2     | Італія     | Відбір до ЧС 2022 | -    |          |
| 28-5-2021 | Кальярі | Італія    | 7 – 0     | Сан-Марино | товариський матч  | -    |          |
| Усього    |         | Матчів    | 2         |            | Голів             | 0    |          |

## Титули
- Чемпіон Європи: 2020
- Чемпіон Південної Америки (U-20): 2009
- Чемпіон Ліги Гояно (2): 2009, 2012
- Володар Південноамериканського кубка: 2012
- Переможець Ліги Європи УЄФА: 2023–24